# Arbeitsgemeinschaft „Historische Dorfkerne im Land Brandenburg“
Die Arbeitsgemeinschaft „Historische Dorfkerne im Land Brandenburg“ wurde am 27. September 2005 unter der Schirmherrschaft der Ministerin für Wissenschaft, Forschung und Kultur und des Ministers für ländliche Entwicklung, Umwelt und Verbraucherschutz in Neuseddin gegründet. Der Arbeitsgemeinschaft gehören (Stand Oktober 2023) 16 Dörfer an.
Ziel der Arbeitsgemeinschaft ist es, die erhalten gebliebenen, historisch gewachsenen Dorfstrukturen und das baukulturelle Erbe zu bewahren und durch entsprechende Nutzung zukunftsfähig zu machen. Erfahrungsaustausch zwischen den Dörfern, Orts- und Gemeindeteilen soll dazu beitragen, dorftypisches Handwerk und Gewerbe zu unterstützen und die Bedingungen für die Landwirtschaft zu verbessern. Dazu sollen auch Partner aus verschiedenen Bereichen des öffentlichen Lebens gewonnen werden.

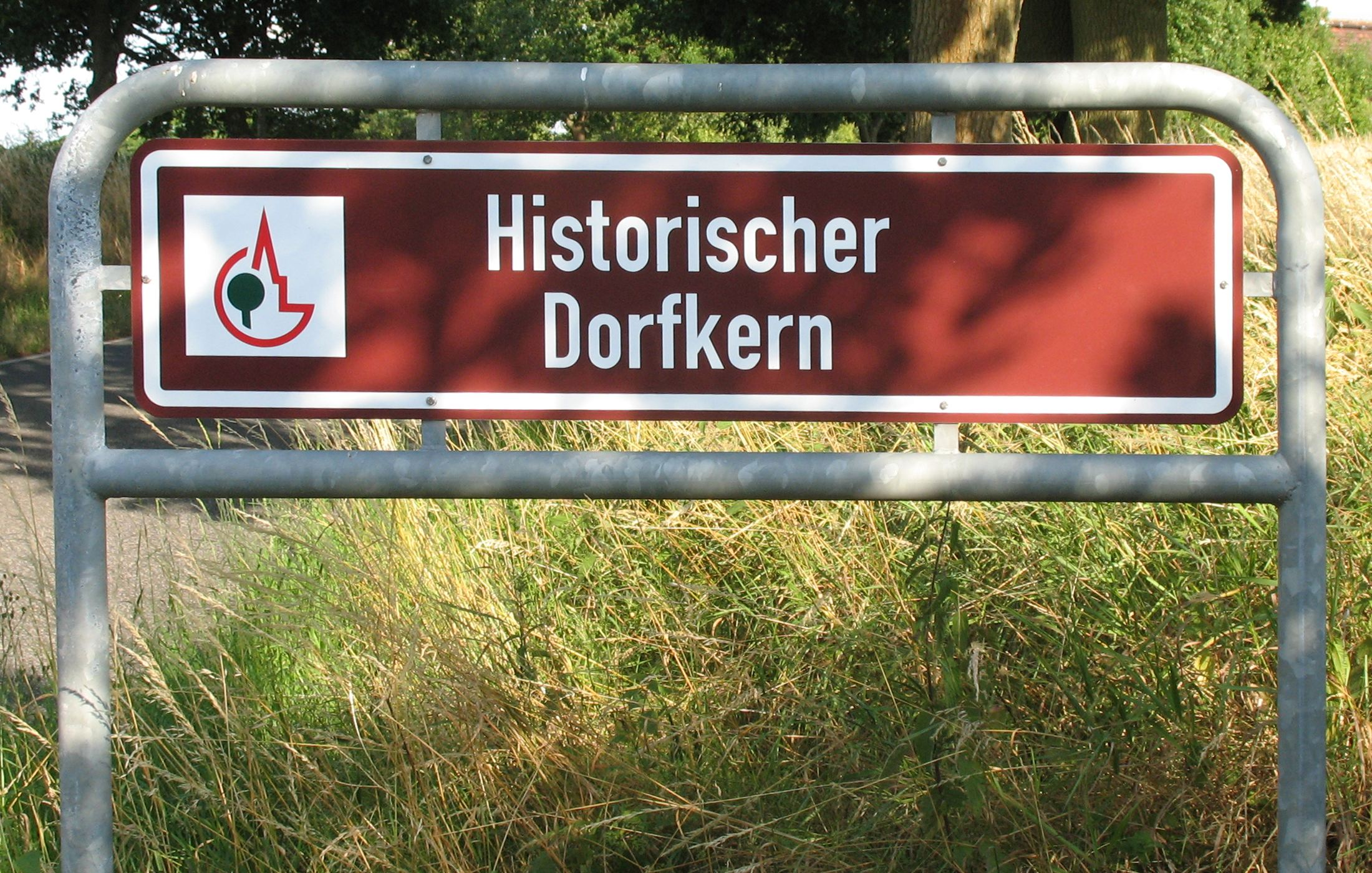
Hinweiszeichen „Historischer Dorfkern“ in Buberow

Mitglied der Arbeitsgemeinschaft „Historischen Dorfkerne im Land Brandenburg“ sind die Dörfer
- Bebersee
- Buberow
- Behlendorf
- Burg (Spreewald)
- Damelack
- Dissen
- Fredersdorf
- Fürstlich Drehna
- Groß Breese
- Hohenfinow
- Neuhardenberg
- Neulietzegöricke
- Paretz
- Pinnow
- Sauen
- Wiesenburg